# The Big Short
The Big Short és una pel·lícula estatunidenca de comèdia dramàtica, biogràfica, escrita i dirigida per Adam McKay. Es basa en el llibre homònim de Michael Lewis, sobre la crisi financera del 2007 al 2010 per l'acumulació d'habitatges i la bombolla econòmica. La pel·lícula és protagonitzada per Christian Bale, Steve Carell, Ryan Gosling i Brad Pitt. La pel·lícula es va estrenar l'11 de desembre de 2015, distribuïda per la Paramount Pictures. A Espanya ha estat estrenada amb el títol de La gran apuesta.

## Argument
The Big Short descriu diversos actors clau en la creació de la permuta d'incompliment creditici al mercat, que buscava apostar en contra de l'obligació col·lateralizada per deute (CDO), i que va acabar aprofitant-se de la crisi financera de 2007- 2010. El llibre també destaca la naturalesa excèntrica del tipus de persona que aposta contra el mercat o va contra corrent.
L'obra segueix a persones que creien que hi havia una bombolla en els actius immobiliaris i que esclataria, com Meredith Whitney, que va predir la desaparició de Citigroup i Bear Stearns; Steve Eisman gerent del'un fons de cobertura; Greg Lippmann, un comerciant del Deutsche Bank; Eugene Xu, un analista quantitatiu que va crear el primer mercat de CDO, fent coincidir els compradors i venedors; els fundadors de Cornwall Capital, que van iniciar un fons de cobertura en el seu garatge amb 110.000 dòlars americans, que van augmentar fins a arribar als 120 milions quan el mercat es va desplomar; i el Dr. Michael Burry, un exneuròleg que va crear Scion Capital malgrat sofrir ceguesa en un ull i síndrome de Asperger.
El llibre també destaca el paper d'algunes persones involucrades en les més grans pèrdues originades per la caiguda del mercat: els 300 milions que Merrill va perdre a causa de la CDO del gerent Wing Chau; Howie Hubler, conegut com la persona que va perdre nou mil milions de dòlars en un comerç, la major pèrdua de la història; i AIG Financial Products de Joseph Cassano, que va patir més de noranta-nou mil milions de dòlars en pèrdues.

## Repartiment
- Christian Bale: Michael Burry:
- Steve Carell: Mark Baum
- Ryan Gosling: Jared Vennett
- Brad Pitt: Ben Rickert
- Karen Gillan: Evie
- Melissa Leo: Georgia Hale
- Marisa Tomei: Cynthia Baum
- Tracy Letts: Lawrence Fields
- Hamish Linklater: Porter Collins
- John Magaro: Charlie Geller
- Stanley Wong: Ted Jiang
- Byron Mann: Wing Chau
- Selena Gomez: ella mateixa
- Rafe Spall: Danny Moses
- Jeremy Strong: Vinny Daniel
- Finn Wittrock: Jamie Shipley
- Max Greenfield
- Margot Robbie: ella mateixa[7]
- Lara Grice: Host[8]

## Producció

### Desenvolupament
El 2013, Paramount va adquirir els drets del llibre The Big Short: Inside The Machine Doomsday de Michael Lewis per desenvolupar-ho en una pel·lícula, que Brad Pitt produiria a través de Plan B Entertainment, la seva productora. El 24 de març de 2014, Adam McKay va ser triat per escriure i dirigir la pel·lícula, que tracta sobre l'habitatge i la bombolla econòmica.

### Càsting
El 13 de gener de 2015, Variety va informar que Brad Pitt, Christian Beli i Ryan Gosling van ser triats per protagonitzar la pel·lícula, amb Pitt produint la pel·lícula al costat de Dede Gardner. Plan B Entertainment finançarà la pel·lícula, mentre que Paramount Pictures s'encarregaria de la distribució. Abans d'això, Pitt ja havia protagonitzat una altra adaptació de l'autor, Moneyball, per la qual va ser nominat a un Oscar. El 14 de gener, es va anunciar que Steve Carell seria també protagonista de la pel·lícula. El 21 d'abril de 2015, més membres del repartiment  van ser descoberts per Deadline inclosos Melissa Leo, Marisa Tomei, Tracy Letts, Hamish Linklater, John Magaro, Byron Mann, Rafe Spall, Jeremy Strong, i Finn Wittrock. Charles Randolph havia escrit el primer esborrany per a l'adaptació cinematogràfica, mentre que Pitt i Gardner l'estaven produint al costat de Jeremy Kleiner. Max Greenfield va ser agregat a l'elenc de la pel·lícula el 23 d'abril de 2015. El 8 de maig de 2015 Karen Gillan va fer una piulada sobre la seva participació en la pel·lícula.

### Rodatge
El rodatge de la pel·lícula va començar el 18 de març de 2015, a Nova Orleans, Louisiana. Christian Beli va ser vist en el set de filmació, el 23 de març de 2015. El 25 de març, el rodatge es va dur a terme al Boulevard general De Gaulle a la secció Algiers de Nova Orleans. El 8 de maig, Gillan va confirmar que estava filmant les seves escenes en la pel·lícula. Selena Gomez va ser vista en el set realitzant un cameo l'11 de maig de 2015. El 20 de maig de 2015, el rodatge va tenir lloc en Mercer, entre Prince Street i Spring Street a Manhattan, Nova York. El 22 de maig, l'equip de producció va recrear les oficines de la signatura Lehman Brothers en el vestíbul del Departament de Serveis Financers de l'Estat de Nova York a Manhattan. Un advocat assistent del Departament de Serveis Financers va interpretar a un dels extres.

## Estrena
El 22 de setembre de 2015, Paramount va programar la pel·lícula per a una estrena limitada l'11 de desembre de 2015, seguit d'una àmplia estrena el 23 de desembre de 2015.

## Rebuda

### Crítica
The Big Short ha rebut elogis per part de la crítica. En Rotten Tomatoes, la pel·lícula té una qualificació de 87%, basada en 62 comentaris, amb una qualificació mitjana de 7.8/10. En Metacritic, la pel·lícula té una puntuació de 81 sobre 100, basada en 26 comentaris, indicant "aclamació universal".
Crítics de diverses pàgines web especialitzades en l'àmbit cinematogràfic van expressar el següent: 

### Premis i nominacions
| Premi                                                    | Categoria                                               | Receptors i nominats | Resultat                      | Ref. |
| -------------------------------------------------------- | ------------------------------------------------------- | --- | ----------------------------- | ---- |
| Premis Oscar                                             | Millor pel·lícula                                       | [ 25 ] |                               |      |
| Premis Oscar                                             | Millor director                                         | [ 25 ] | Adam McKay                    |      |
| Premis Oscar                                             | Oscar al millor actor secundari                         | [ 25 ] | Christian Beli                |      |
| Premis Oscar                                             | Millor guió adaptat                                     | [ 25 ] | Adam McKay i Charles Randolph |      |
| Premis Oscar                                             | Millor muntatge                                         | [ 25 ] | Hank Corwin                   |      |
| Globus d'Or del 2016                                     | Globus d'Or a la millor pel·lícula musical o còmica     | [ 26 ] |                               |      |
| Globus d'Or del 2016                                     | Globus d'Or al millor actor musical o còmic             | [ 26 ] | Christian Beli                |      |
| Globus d'Or del 2016                                     | Globus d'Or al millor actor musical o còmic             | [ 26 ] | Steve Carell                  |      |
| Globus d'Or del 2016                                     | Millor guió                                             | [ 26 ] | Adam McKay i Charles Randolph |      |
| Hollywood Film Awards                                    | Millor director revelació                               | Adam McCay | [ 27 ]                        |      |
| National Board of Review Awards                          | Millor repartiment                                      | Christian Beli, Steve Carell, Ryan Gosling, Melissa Leo, Hamish Linklater, John Magaro, Brad Pitt, Rafe Spall, Jeremy Strong, Marisa Tomei i Finn Wittrock   | [ 28 ]                        |      |
| Premis Satellite                                         | Millor pel·lícula                                       | [ 29 ] |                               |      |
| Premis Satellite                                         | Millor actor de repartiment                             | [ 29 ] | Christian Beli                |      |
| Premis del Sindicat d'Actors                             | Millor interpretació d'un actor en un paper secundari   | Christian Beli | [ 30 ]                        |      |
| Premis del Sindicat d'Actors                             | Millor interpretació d'una actriu en un paper secundari | Christian Beli, Steve Carell, Ryan Gosling, Melissa Leo, Hamish Linklater, John Magaro, Brad Pitt, Rafe Spall, Jeremy Strong, Marisa Tomei and Finn Wittrock | [ 30 ]                        |      |
| Premis Washington D. de C. Area Film Critics Association | Millor repartiment                                      | Christian Beli, Steve Carell, Ryan Gosling, Melissa Leo, Hamish Linklater, John Magaro, Brad Pitt, Rafe Spall, Jeremy Strong, Marisa Tomei and Finn Wittrock | [ 31 ]                        |      |